# Лейпциг (район)
Район Лейпциг (нім. Landkreis Leipzig) — район у Німеччині, у землі Саксонія. Підпорядкований дирекційному округу Лейпциг. Виник 1 серпня 2008 внаслідок реформи громад із колишніх районів Лейпциг та Мульденталь.
Центр району — місто Борна.

## Населення
Населення району становить 258 386 осіб (станом на 31 грудня 2020).

## Адміністративний поділ
Район складається з 20 міст і 11 громад (нім. Gemeinden).
Дані про населення наведені станом на 31 грудня 2020.
| Великі районні міста: 1. Борна (19120) 2. Вурцен (16211) 3. Грімма (28149) 4. Маркклеберг (24664) | Міста: 1. Бад-Лаузік (8087) 2. Белен (6662) 3. Брандіс (9638) 4. Гайтайн (6818) 5. Гройч (7579) 6. Кічер (5074) 7. Кольдіц (8374) 8. Корен-Заліс (Невірний параметр metadata 14729230) 9. Маркранштедт (15824) 10. Наунгоф (8721) 11. Пегау (6504) 12. Регіс-Брайтінген (3821) 13. Рета (6200) 14. Требзен (3795) 15. Фробург (12420) 16. Цвенкау (9273) | Громади: 1. Бельгерсгайн (3353) 2. Бенневіц (4995) 3. Борсдорф (8219) 4. Гроспесна (5460) 5. Ельстертребніц (1306) 6. Лоссаталь (6035) 7. Махерн (6784) 8. Нойкіріч (6811) 9. Оттервіш (1373) 10. Партенштайн (3559) 11. Тальвіц (3557) |